# Sistema de picking por voz
Se denomina así a los módulos de los sistemas de gestión de almacenes ( SGA ) que guían a los operarios en los procesos de preparación de pedidos mediante instrucciones audibles transmitidas a través de dispositivos móviles, permitiendo de dicha manera utilizar las dos manos en el proceso de preparación de pedidos.

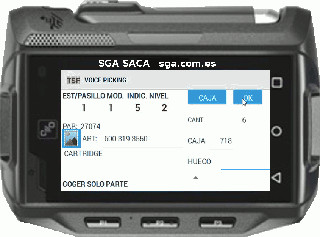
Pantalla de la App Android para sistemas de picking guiado por voz del Sistema de Gestión de Almacenes SACA

Estos módulos pueden contener funcionalidades de reconocimiento vocal para la confirmación de las órdenes recibidas o bien pueden confirmarse dichas órdenes por medio de escáneres de lectura de código de barras situados en los dedos o la muñeca de los operarios, combinando así la ergonomía de estos sistemas con la precisión de la confirmación mediante código de barras.
Los sistemas de picking por voz pueden recurrir a sistemas específicos de tratamiento vocal, o en los casos más modernos y avanzados hacer uso de los sistemas multimedia de los sistemas operativos móviles como Android o iOS.